# Nationalpark Kéran
Der Nationalpark Kéran ist ein Nationalpark im Norden von Togo. Er liegt südlich des Oti-Wildtierreservats auf 114 bis 260 m Höhe über dem Meeresspiegel und ist 163640 ha groß. Die Nordhauptstraße durch Togo nach Burkina Faso verläuft durch den nördlichen Teil des Parks.
Den Kéran-Nationalpark bedecken durch Pterocarpus erinaceus, Detarium microcarpum, Daniellia oliveri und den Karitébaum dominierte Baumsavannen, durch Anogeissus leiocarpa dominierte Trockenwälder, Galeriewälder, spärlich bewachsene Ebenen mit felsigem Untergrund sowie Flächen, die regelmäßig durch den Koumongou, einen Nebenfluss des Oti, überflutet werden. Während der Trockenzeit besteht der Koumongou nur aus stehenden Pfützen, doch in der Regenzeit fließt er schnell. Zum Nationalpark gehört außerdem das kleine Feuchtgebiet Mare aux Lions, das nahe beim Koumongou liegt und von Vögeln und Säugetieren aufgesucht wird. 56 % der Fläche des Parks sind Wald, 42 % Buschland. Der Jahresniederschlag beträgt 1300 mm.
Hier leben Büffel, Flusspferde, Kob- und Kuhantilopen. Der Nationalpark ist eine Important Bird Area. Bemerkenswert sind vor allem die großen, auffälligen Vogelarten, wie der Sattelstorch, die Stanleytrappe oder der Glanzklaffschnabel, dessen Bestand bis zu 60 Tiere umfasst. Im Galeriewald kommen die am nördlichsten lebenden Narinatrogone und Pirolsänger des Landes vor.
Obwohl der Kéran-Nationalpark bis 1991 mit Wächtern zur Durchsetzung der Vorschriften einschließlich Geschwindigkeitsbeschränkungen für Fahrzeuge, die auf der Hauptstraße durch den Park fuhren, gut geschützt war, entstanden nach den politischen Umstürzen ernste Probleme. Wahllose Jagd, unkontrollierte Landbesiedlung und Entwendung von Brennholz breiteten sich aus.